# Lipkovo
Lipkovo (macedón nyelven: Липково, albánul Likova) egy falu Macedóniában, az azonos nevű község székhelye.

## Népesség
| Lakosok száma | 1418 | 1663 | 1507 | 1741 | 1929 |      | 2339 | 2644 | 2138 |
|               | 1948 | 1953 | 1961 | 1971 | 1981 | 1991 | 1994 | 2002 | 2021 |

- 2002-ben Lipkovónak 2644 lakosa volt, akik közül 2631 albán, 2 macedón és 11 egyéb.
- 2002-ben Lipkovo községnek 27 058 lakosa volt, akik közül 26 360 albán (97,4%), 370 szerb, 169 macedón és 159 egyéb.

## A községhez tartozó települések
- Lipkovo
- Alasevce,
- Belanovce (Lipkovo),
- Vakszince,
- Vistica,
- Glazsnya,
- Gosince,
- Dumanovce,
- Zlokutyane (Lipkovo),
- Izvor (Lipkovo),
- Lojane,
- Matejcse,
- Nikustak,
- Opaje,
- Orizari (Lipkovo),
- Otlya,
- Rinkovce,
- Ropalce,
- Runica (Lipkovo),
- Szlupcsane,
- Sztrazsa (Lipkovo),
- Sztrima (Lipkovo)